# Izabellas bröllop
Izabellas bröllop var en realityserie, som ursprungligen visades i TV3 under perioden 15 september 2004–15 december 2004.

## Handling
Serien visade 27-årgie Izabella Ågrens väg från att hitta en man som hon gillade till dess att hon och mannen gick ned för altargången i kyrkan. Serien slutade med att Izabella och den tilltänkta maken sade att för kort tid gått och att man inte av den anledningen kunde gifta sig. Det har inte blivit någon fortsättning på Izabellas bröllop.